# Goldene Himbeere 1985
Die Goldene Himbeere 1985 (engl.: 5th Golden Raspberry Awards) wurde am 24. März 1985, dem Vorabend der Oscarverleihung, in der Vine Street Elementary School in Hollywood, Kalifornien verliehen.
Mit insgesamt neun Nominierungen und sechs Goldenen Himbeeren wurde Ekstase zum sowohl am häufigsten nominierten als auch am häufigsten gekürten Film der Verleihung 1985.

## Preisträger und Nominierungen
Es folgt die komplette Liste der Preisträger und Nominierten.
| Kategorien                     | Nominierte | Nominierte |
| ------------------------------ | --- | --- |
| Schlechtester Film             | Bo Derek | Bo Derek – Ekstase (Bolero) |
| Schlechtester Film             | Bo Derek | Paul Aratow – Sheena – Königin des Dschungels (Sheena)                                                                                |
| Schlechtester Film             | Bo Derek | Allan Carr – Beach Parties (Where the Boys Are '84)                                                                                   |
| Schlechtester Film             | Bo Derek | Albert S. Ruddy – Auf dem Highway ist wieder die Hölle los (Cannonball Run II)                                                        |
| Schlechtester Film             | Bo Derek | Howard Smith und Marvin Worth – Der Senkrechtstarter (Rhinestone)                                                                     |
| Schlechtester Schauspieler     | Sylvester Stallone | Sylvester Stallone – Der Senkrechtstarter (Rhinestone)                                                                                |
| Schlechtester Schauspieler     | Sylvester Stallone | Lorenzo Lamas – Body Rock |
| Schlechtester Schauspieler     | Sylvester Stallone | Jerry Lewis – Slapstick (Of Another Kind)                                                                                             |
| Schlechtester Schauspieler     | Sylvester Stallone | Peter O’Toole – Supergirl |
| Schlechtester Schauspieler     | Sylvester Stallone | Burt Reynolds – Auf dem Highway ist wieder die Hölle los (Cannonball Run II) und City Heat – Der Bulle und der Schnüffler (City Heat) |
| Schlechteste Schauspielerin    | Bo Derek | Bo Derek – Ekstase (Bolero) |
| Schlechteste Schauspielerin    | Bo Derek | Faye Dunaway – Supergirl |
| Schlechteste Schauspielerin    | Bo Derek | Shirley MacLaine – Auf dem Highway ist wieder die Hölle los (Cannonball Run II)                                                       |
| Schlechteste Schauspielerin    | Bo Derek | Tanya Roberts – Sheena – Königin des Dschungels (Sheena)                                                                              |
| Schlechteste Schauspielerin    | Bo Derek | Brooke Shields – Sahara |
| Schlechtester Nebendarsteller  | Brooke Shields | Brooke Shields mit Oberlippenbart – Sahara                                                                                            |
| Schlechtester Nebendarsteller  | Brooke Shields | Robby Benson – Harry & Sohn |
| Schlechtester Nebendarsteller  | Brooke Shields | Sammy Davis junior – Auf dem Highway ist wieder die Hölle los (Cannonball Run II)                                                     |
| Schlechtester Nebendarsteller  | Brooke Shields | George Kennedy – Ekstase (Bolero) |
| Schlechtester Nebendarsteller  | Brooke Shields | Ron Leibman – Der Senkrechtstarter (Rhinestone)                                                                                       |
| Schlechteste Nebendarstellerin | Lynn-Holly Johnson | Lynn-Holly Johnson – Beach Parties (Where the Boys Are '84)                                                                           |
| Schlechteste Nebendarstellerin | Lynn-Holly Johnson | Susan Anton – Auf dem Highway ist wieder die Hölle los (Cannonball Run II)                                                            |
| Schlechteste Nebendarstellerin | Lynn-Holly Johnson | Olivia d’Abo – Ekstase (Bolero) und Conan der Zerstörer (Conan the Destroyer)                                                         |
| Schlechteste Nebendarstellerin | Lynn-Holly Johnson | Marilu Henner – Auf dem Highway ist wieder die Hölle los (Cannonball Run II)                                                          |
| Schlechteste Nebendarstellerin | Lynn-Holly Johnson | Diane Lane – Cotton Club (The Cotton Club) und Straßen in Flammen (Streets of Fire)                                                   |
| Schlechteste Regie             | | John Derek – Ekstase (Bolero) |
| Schlechteste Regie             | Bob Clark – Der Senkrechtstarter (Rhinestone) | |
| Schlechteste Regie             | John Guillermin – Sheena – Königin des Dschungels (Sheena) | |
| Schlechteste Regie             | Hal Needham – Auf dem Highway ist wieder die Hölle los (Cannonball Run II) | |
| Schlechteste Regie             | Brian De Palma – Der Tod kommt zweimal (Body Double) | |
| Schlechtestes Drehbuch         | | John Derek – Ekstase (Bolero) |
| Schlechtestes Drehbuch         | Jeff Burkhart und Stu Krieger – Beach Parties (Where the Boys Are '84) | |
| Schlechtestes Drehbuch         | Hal Needham, Harvey Miller und Albert S. Ruddy – Auf dem Highway ist wieder die Hölle los (Cannonball Run II) | |
| Schlechtestes Drehbuch         | David Newman, Lorenzo Semple junior und Leslie Stevens – Sheena – Königin des Dschungels (Sheena) | |
| Schlechtestes Drehbuch         | Phil Alden Robinson und Sylvester Stallone – Der Senkrechtstarter (Rhinestone) | |
| Schlechtester Newcomer         | Olivia d'Abo bei der Hollywood Show im Marriott Convention Center in Burbank, Kalifornien, im Jahr 2010. Sie hat lange blonde Haare und trägt ein schwarzes Oberteil mit Spitzenverzierungen am Ausschnitt. Ihr Gesichtsausdruck ist freundlich und offen, und sie scheint sich in einer Gesprächssituation zu befinden. Der Hintergrund ist ein geschäftiges Indoor-Setting mit mehreren Menschen und Ständen. | Olivia d’Abo – Ekstase (Bolero) und Conan der Zerstörer (Conan the Destroyer)                                                         |
| Schlechtester Newcomer         | Olivia d'Abo bei der Hollywood Show im Marriott Convention Center in Burbank, Kalifornien, im Jahr 2010. Sie hat lange blonde Haare und trägt ein schwarzes Oberteil mit Spitzenverzierungen am Ausschnitt. Ihr Gesichtsausdruck ist freundlich und offen, und sie scheint sich in einer Gesprächssituation zu befinden. Der Hintergrund ist ein geschäftiges Indoor-Setting mit mehreren Menschen und Ständen. | Michelle Johnson – Schuld daran ist Rio (Blame It on Rio)                                                                             |
| Schlechtester Newcomer         | Olivia d'Abo bei der Hollywood Show im Marriott Convention Center in Burbank, Kalifornien, im Jahr 2010. Sie hat lange blonde Haare und trägt ein schwarzes Oberteil mit Spitzenverzierungen am Ausschnitt. Ihr Gesichtsausdruck ist freundlich und offen, und sie scheint sich in einer Gesprächssituation zu befinden. Der Hintergrund ist ein geschäftiges Indoor-Setting mit mehreren Menschen und Ständen. | Apollonia Kotero – Purple Rain |
| Schlechtester Newcomer         | Olivia d'Abo bei der Hollywood Show im Marriott Convention Center in Burbank, Kalifornien, im Jahr 2010. Sie hat lange blonde Haare und trägt ein schwarzes Oberteil mit Spitzenverzierungen am Ausschnitt. Ihr Gesichtsausdruck ist freundlich und offen, und sie scheint sich in einer Gesprächssituation zu befinden. Der Hintergrund ist ein geschäftiges Indoor-Setting mit mehreren Menschen und Ständen. | Andrea Occhipinti – Ekstase (Bolero)                                                                                                  |
| Schlechtester Newcomer         | Olivia d'Abo bei der Hollywood Show im Marriott Convention Center in Burbank, Kalifornien, im Jahr 2010. Sie hat lange blonde Haare und trägt ein schwarzes Oberteil mit Spitzenverzierungen am Ausschnitt. Ihr Gesichtsausdruck ist freundlich und offen, und sie scheint sich in einer Gesprächssituation zu befinden. Der Hintergrund ist ein geschäftiges Indoor-Setting mit mehreren Menschen und Ständen. | Russell Todd – Beach Parties (Where the Boys Are '84)                                                                                 |
| Schlechtester Song             | Dolly Parton | Drinkenstein aus Der Senkrechtstarter (Rhinestone) – Dolly Parton                                                                     |
| Schlechtester Song             | Dolly Parton | Love Kills aus Metropolis – Freddie Mercury und Giorgio Moroder                                                                       |
| Schlechtester Song             | Dolly Parton | Sex Shooter aus Purple Rain – Prince                                                                                                  |
| Schlechtester Song             | Dolly Parton | Smooth Talker aus Body Rock – Mark Hudson, David Sembello und Michael Sembello                                                        |
| Schlechtester Song             | Dolly Parton | Sweet Lovin' Friends aus Der Senkrechtstarter (Rhinestone) – Dolly Parton                                                             |
| Schlechteste Filmmusik         | | Peter Bernstein – Ekstase (Bolero) |
| Schlechteste Filmmusik         | Richard Hartley – Sheena – Königin des Dschungels (Sheena) | |
| Schlechteste Filmmusik         | Sylvester Levay – Beach Parties (Where the Boys Are '84) | |
| Schlechteste Filmmusik         | Giorgio Moroder – Metropolis und Nachts werden Träume wahr (Thief of Hearts) | |
| Schlechteste Filmmusik         | Dolly Parton und Mike Post – Der Senkrechtstarter (Rhinestone) | |
| Worst Career Achievement Award | Linda Blair | Linda Blair |